# Beizeichen (Numismatik)

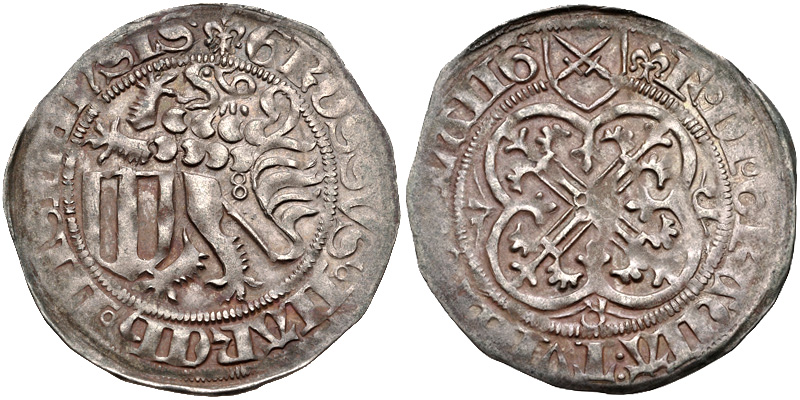
Schwertgroschen Friedrichs des Sanftmütigen, Prägezeitraum 1457 bis 1464, Münzmeisterzeichen Lilie, Münzstätte Leipzig, mit Beizeichen doppeltes Ringel

Beizeichen sind auf Münzen vorkommende kleine Bilder oder Zeichen, die mit dem Münzbild (Hauptbild) in keinem sachlichen Zusammenhang stehen.
Sie können unter anderem wappenartige Bedeutung haben oder zur Unterscheidung einzelner Ausprägungen verwendet worden sein. Verwendet wurden zum Beispiel Sterne, Kreise, Wappen und andere Zeichen auf mittelalterlichen Münzen bestimmter Jahrgänge. Sie können auch als Ornamente erscheinen, zum Beispiel auf Reiterbrakteaten der Landgrafen von Thüringen im 12. Jahrhundert.
Der abgebildete mittelalterliche Schwertgroschen Meißner Gepräge der sächsischen Groschenzeit zeigt den Meißner Löwen mit Beizeichen doppelter Ringel zwischen Rücken und Schwanz sowie das Münzmeisterzeichen heraldische Lilie. Das Beizeichen diente wahrscheinlich zur Unterscheidung anderer Emissionen.